# José Luis Carretero Cervero
José Luis Carretero Cervero (Valtueña, Província de Sòria, 11 de novembre de 1941 - 10 de setembre de 2007) va ser un botànic i professor universitari valencià.
Nascut a Valtueña, un poble de la província de Sòria, es crià i s'educà, però, a València, on residí la família a causa del trasllat del seu pare, militar de professió. El 1981 fou nomenat catedràtic de botànica agrícola de l'Escola Tècnica Superior d'Enginyers Agrònoms de la Universitat Politècnica de València. S'ocupà de l'estudi de les males herbes de cultius a les plantacions llevantines, un tema que exposà a l'obra Flora arvense españolalas malas hierbas de los cultivos españoles (2004). Va morir el 2007 a causa d'un accident cardiovascular. Ha estat autor o coautor dels gèneres Achyranthes, Alternanthera i Amaranthus.

## Publicacions
- Flora arvense española: las malas hierbas de los cultivos españoles (2004)
- Flora endémica, rara o amenazada de la Comunidad Valenciana, juntament amb Emilio Laguna Lumbreras, Manuel Benito Crespo, Gonzalo Mateo, Silvia López Udias, Carlos Fabregat Llueca, Lluis Serra i Laliga, Juan José Herrero-Borgoñón Pérez, Antoni Aguilella i Palasí i Ramón Figuerola Lamata (1998)
- Libro de la flora vascular rara, endémica o amenazada de la Comunidad Valenciana, juntament amb Antoni Aguilella i Palasí, Manuel Benito Crespo, Ramón Figuerola Lamata i Gonzalo Mateo (1994)
- Análisis polínico de la miel (1989)
- Flora y vegetación de la Albufera de Valencia: bases para su recuperación, juntament amb Herminio Boira Tortajada (1989)

## Enllaços extyerns
- "Carretero" - Carretero, José Luis (1941-2007) a Índex Internacional de Noms de Plantes (International Organization for Plant)